# Patan (Maharashtra)
Patan es una ciudad censal situada en el distrito de Satara en el estado de Maharashtra (India). Su población es de 13779 habitantes (2011). Se encuentra a 42 km de Satara.

## Demografía
Según el censo de 2011 la población de Patan era de 13779 habitantes, de los cuales 6962 eran hombres y 6817 eran mujeres. Patan tiene una tasa media de alfabetización del 88,36%, superior a la media estatal del 82,34%: la alfabetización masculina es del 93,43%, y la alfabetización femenina del 83,23%.